# Bahnhof Estoril

Der Bahnhof Estoril ist einer von vier Bahnhöfen auf Gebiet der portugiesischen Stadt Estoril. Er liegt an der Linha de Cascais, welche die Verbindung mit Lissabon gewährleistet und wird ausschließlich von Vorortszügen der CP Urbanos de Lisboa bedient.

## Geschichte
Der Bahnhof wurde zeitgleich mit der Bahnstrecke Cascais–Pedrouços als Teil der heutigen Linha de Cascais von der Companhia Real dos Caminhos de Ferro Portugueses am 30. September 1889 dem Verkehr übergeben. Der Beschluss wurde 1860 per Vertrag gefasst. Die Linha de Cascais wird bis heute nahezu autark betrieben, abgesehen von einem unelektrifizierten Verbindungsgleis zur Linha de Cintura in Alcântara ist sie nicht mit dem restlichen portugiesischen Schienennetz verbunden, so dass keiner der Bahnhöfe der Strecke eine Anbindung an andere Bahnlinien anbietet. Pläne einer Verbindung von Porto nach Cascais mit Bedienung der beiden Lissabonner Bahnhöfe Santa Apolónia und Cais do Sodré sowie einem neuen Bahnhof am Terreiro do Paço wurden 1912 aus Kostengründen auf Eis gelegt.
Zeitweise wurde der Sud-Express Paris–Lissabon nach Estoril verlängert, was den touristischen Aufschwung des Kurortes beschleunigte.
1926 wurde der Bahnhof neu gebaut und das heute noch existierende Empfangsgebäude errichtet.
Seit 1993 ist die Linha de Cascais und somit auch der Bahnhof Estoril ins System der CP Urbanos de Lisboa eingebunden.

## Lage
Der Bahnhof Estoril liegt am südlichen Rande des Stadtzentrums zwischen dem Casinogarten und dem Strand. Vom Individualverkehr wird er durch die Avenida Marginal erschlossen.

## Anlage und Empfangsgebäude
Der Bahnhof ist zweigleisig ausgebaut und umfasst zwei Seitenbahnsteige, welche eine Länge von 219 beziehungsweise 244 Meter umfassen. Die Bahnsteigkanten sind 1,1 Meter hoch. Im Bahnhof selbst befinden sich keine Einfahrweichen, jedoch ist östlich ein Spurwechsel angelegt. Das 1926 erstellte Empfangsgebäude ist einstöckig und mit einer weißen Fassade sowie Säulen ausgestattet. Es steht als Eingangstor zum Status Estorils als Nobelort. Im Gebäude befinden sich ein Café und Dienstleistungseinrichtungen der Comboios de Portugal.
Der Bahnhof ist behindertengerecht ausgebaut.

## Verkehr
Der Bahnhof dient ausschließlich dem Vororteverkehr der CP Urbanos de Lisboa mit dem Zuglauf Cascais–Lissabon Cais do Sodré. Die Züge verkehren im Zwölfminutentakt in beiden Richtungen, zu den Hauptverkehrszeiten teilweise verdichtet. Von Cascais bis Oeiras halten die Züge an allen Stationen und verkehren danach als Verstärkung zum Vorortszug Oeiras–Lissabon Cais do Sodré beschleunigt nach Lissabon mit Zwischenhalten nunmehr in Algés und Lissabon Alcântara-Mar.